# Grifo Alto (Costa Rica)
Grifo Alto es un distrito del cantón de Puriscal, en la provincia de San José, de Costa Rica.

## Historia
Grifo Alto ha existido desde la creación de los distritos originales de Puriscal en la década de 1910. En el pasado poseía un área de 23,85 km² más tras un ordenamiento territorial en la década de 1990 su superficie aumentó a la cifra actual.

## Geografía
Grifo Alto cuenta con un área de 26,4 km² y una altitud media de 1021 m s. n. m.

## Demografía
Para el año 2022, Grifo Alto cuenta con una población estimada de 1570 habitantes, y para el último censo efectuado, en 2011, Grifo Alto contaba con una población de 1182 habitantes.

## Localidades
- Poblados: Cacao, Grifo Bajo, Poró, Pueblo Nuevo, Salitrillos.

## Cultura
En el poblado de Salitrillos se realiza una romería el día 2 de agosto, donde proviene gente de diferentes distritos, en conmemoración a la Virgen de los Ángeles. 
Es un poblado agrícola. Dónde se da la producción de maíz, café, frijoles, y hortalizas. Entre otros. 
También se da la producción de ganado de leche y de carne.. 
[cita requerida]

## Transporte

### Carreteras
Al distrito lo atraviesan las siguientes rutas nacionales de carretera:
- Ruta nacional 137